# Tribur
Tribur is een bestuurslaag in het regentschap Alor van de provincie Oost-Nusa Tenggara, Indonesië. Tribur telt 2016 inwoners (volkstelling 2010).